# Sym-Bionic Titan
Sym-Bionic Titan è una serie televisiva animata statunitense del 2010, creata da Genndy Tartakovsky, Bryan Andrews e Paul Rudish.
La serie è incentrata su un trio composto dalla principessa aliena Ilana, il soldato Lance e il robot Octus. Insieme sono in grado di combinarsi per creare il Sym-Bionic Titan.
Un'anteprima della serie è stata mostrata per la prima volta al San Diego Comic-Con International del 2009, mostrando ulteriori dettagli all'upfront di Cartoon Network un anno dopo.
Nonostante le intenzioni di Tartakovsky nel continuare il progetto, la serie è stata cancellata poiché "non è stato prodotto alcun giocattolo ad esso collegato".
La serie è stata trasmessa per la prima volta negli Stati Uniti su Cartoon Network dal 17 settembre 2010 al 9 aprile 2011, per un totale di 20 episodi ripartiti su una stagione. In Italia è stata trasmessa su Cartoon Network dal 6 giugno 2011.
Il 22 settembre 2014, Cartoon Network ha rivelato di aver cancellato ufficialmente Sym-Bionic Titan per motivi finanziari.

## Trama
La serie racconta le vicende di Lance, Ilana e Newton (alias Octus), due ragazzi e un robot super avanzato che proteggono la terra minacciata dai Mutranti, mostri orribili che avevano conquistato in precedenza il loro pianeta d'origine "Galaluna". Per farlo il trio si fonde in un robot gigantesco chiamato "Titan", in grado di sconfiggere qualsiasi nemico.

## Episodi
| Stagione       | Episodi | Prima TV USA | Prima TV Italia |
| -------------- | ------- | ------------ | --------------- |
| Prima stagione | 20      | 2010-2011    | 2011            |

## Personaggi e doppiatori

### Personaggi principali
- Principessa Ilana, voce originale di Tara Strong, italiana di Veronica Puccio.
- Lance, voce originale di Kevin Thoms, italiana di Gabriele Patriarca.
- Octus / Newton, voce originale di Brian Posehn, italiana di Gabriele Lopez.

### Personaggi ricorrenti
- Mr. Lunis, voce originale di Brian Posehn, italiana di Ambrogio Colombo.
- Generale Modula, voce originale di Don Leslie, italiana di Nino Prester.
- Generale D'Acciaio, voce originale di John DiMaggio, italiana di Gerolamo Alchieri.
- Re, voce originale di John DiMaggio, italiana di Dario Penne.
- Solomon, voce originale di Tim Russ, italiana di Saverio Indrio.
- Kimmy Meisner, voce originale di Cassie Scerbo e Kari Wahlgren, italiana di Alessia Amendola.
- Edwin "Meat" Kapinski, voce originale di Bill Fagerbakke, italiana di Daniele Raffaeli.

### Personaggi secondari
- Edward, voce originale di Richard McGonagle, italiana di Alberto Angrisano.
- Xeexi, voce originale di Vanessa Marshall, italiana di Vittorio Stagni.
- Barb, voce originale di Audrey Wasilewski, italiana di Emilia Costa.
- Bryan, voce originale di Will Friedle, italiana di George Castiglia.
- Brandon Chase, voce originale di James Arnold Taylor, italiana di Marco Bassetti.
- Amber, voce originale di Kari Wahlgren e Tara Strong, italiana di Eva Padoan.
- Tiffany, voce originale di Vanessa Marshall, italiana di Micaela Incitti.
- Monica, voce originale di Kari Wahlgren, italiana di Valeria Vidali.
- Mike Chan, voce originale di Brian Tee, italiana di Giorgio Borghetti.
- Professore, voce originale di Jeff Bennett, italiana di Oliviero Dinelli.
- Barone, voce originale di Austin Mincks, italiana di Alessio Puccio.